# Villers-sur-Bonnières
Pour les articles homonymes, voir Villers.
Villers-sur-Bonnières est une commune française située dans le département de l'Oise, en région Hauts-de-France.

## Géographie

### Localisation
Villers-sur-Bonnières est un village-rue rural picard du Beauvaisis situé à l'ouest de la plaine du Thérinet, aisément accessible depuis le tracé initial de l'ex-RN 1 (actuelle RD 901) et proche du Pays de Bray.
Il est situé à 16 km au nord-ouest de Beauvais, 45 km au sud-ouest d'Amiens et 62 km à l'est de Rouen.

### Communes limitrophes
|         |                       | Achy                   |
| Crillon | Villers-sur-Bonnières | Saint-omer-en-chaussée |
|         | Bonnières             | Milly-sur-Thérain      |

### Hydrographie
La commune est située dans le bassin Seine-Normandie. Elle n'est drainée par aucun cours d'eau,.

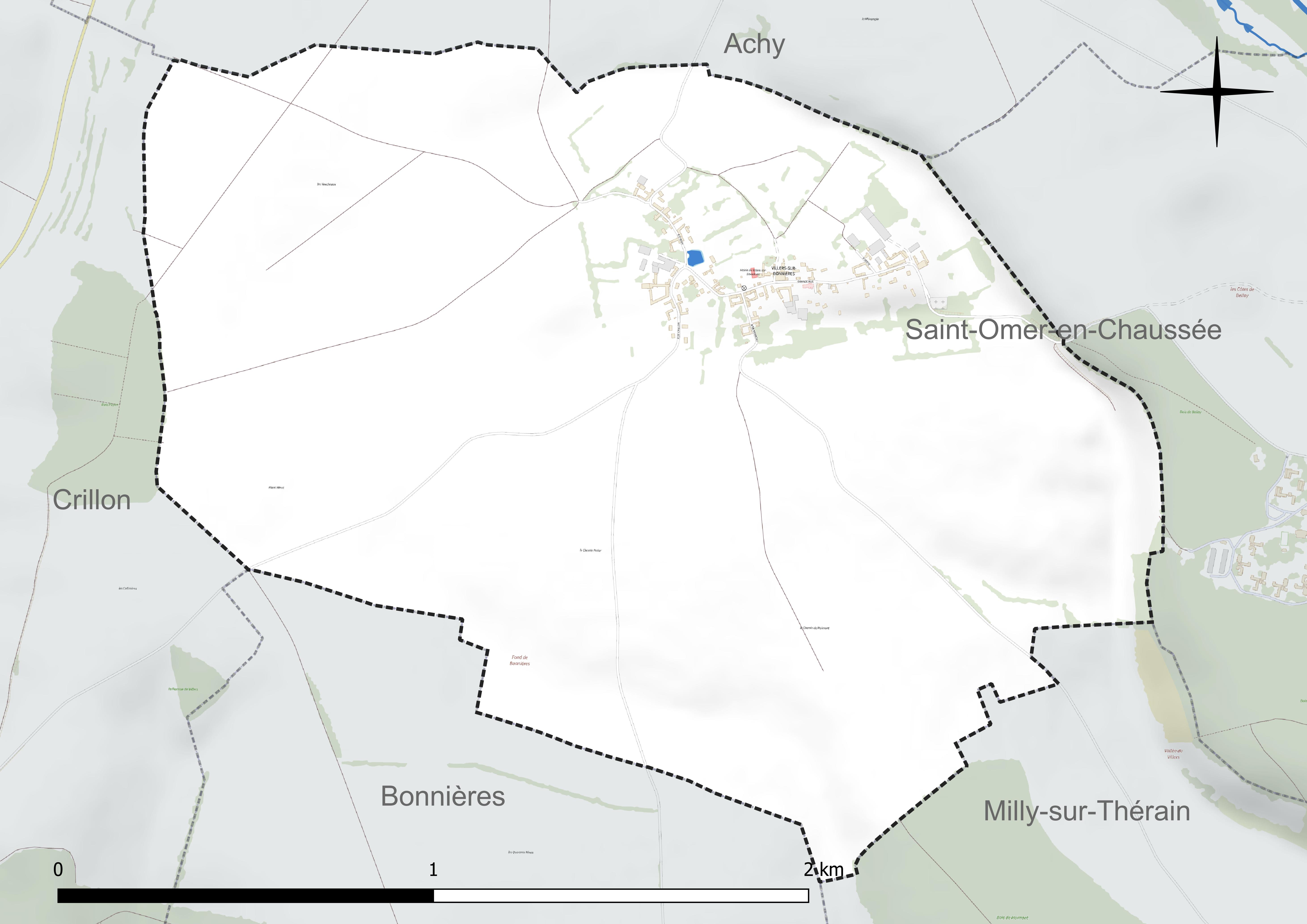
Réseau hydrographique de Villers-sur-Bonnières.

### Climat
Pour des articles plus généraux, voir Climat des Hauts-de-France et Climat de l'Oise.
En 2010, le climat de la commune est de type climat océanique dégradé des plaines du Centre et du Nord, selon une étude du CNRS s'appuyant sur une série de données couvrant la période 1971-2000. En 2020, Météo-France publie une typologie des climats de la France métropolitaine dans laquelle la commune est exposée à un climat océanique et est dans la région climatique  Nord-est du bassin Parisien, caractérisée par un ensoleillement médiocre, une pluviométrie moyenne régulièrement répartie au cours de l'année et un hiver froid (3 °C). 
Pour la période 1971-2000, la température annuelle moyenne est de 10,2 °C, avec une amplitude thermique annuelle de 13,9 °C. Le cumul annuel moyen de précipitations est de 761 mm, avec 12,3 jours de précipitations en janvier et 8,3 jours en juillet. Pour la période 1991-2020, la température moyenne annuelle observée sur la station météorologique la plus proche, située sur la commune de Tillé à 13 km à vol d'oiseau, est de 11,0 °C et le cumul annuel moyen de précipitations est de 655,5 mm,. Pour l'avenir, les paramètres climatiques de la commune estimés pour 2050 selon différents scénarios d'émission de gaz à effet de serre sont consultables sur un site dédié publié par Météo-France en novembre 2022.

## Urbanisme

### Typologie
Au 1er janvier 2024, Villers-sur-Bonnières est catégorisée commune rurale à habitat dispersé, selon la nouvelle grille communale de densité à sept niveaux définie par l'Insee en 2022.
Elle est située hors unité urbaine. Par ailleurs la commune fait partie de l'aire d'attraction de Beauvais, dont elle est une commune de la couronne,. Cette aire, qui regroupe 162 communes, est catégorisée dans les aires de 50 000 à moins de 200 000 habitants,.

### Occupation des sols
L'occupation des sols de la commune, telle qu'elle ressort de la base de données européenne d'occupation biophysique des sols Corine Land Cover (CLC), est marquée par l'importance des territoires agricoles (93,3 % en 2018), une proportion identique à celle de 1990 (93,3 %). La répartition détaillée en 2018 est la suivante : 
terres arables (80,2 %), prairies (13,1 %), zones urbanisées (6,5 %), forêts (0,2 %). L'évolution de l'occupation des sols de la commune et de ses infrastructures peut être observée sur les différentes représentations cartographiques du territoire : la carte de Cassini (XVIIIe siècle), la carte d'état-major (1820-1866) et les cartes ou photos aériennes de l'IGN pour la période actuelle (1950 à aujourd'hui).

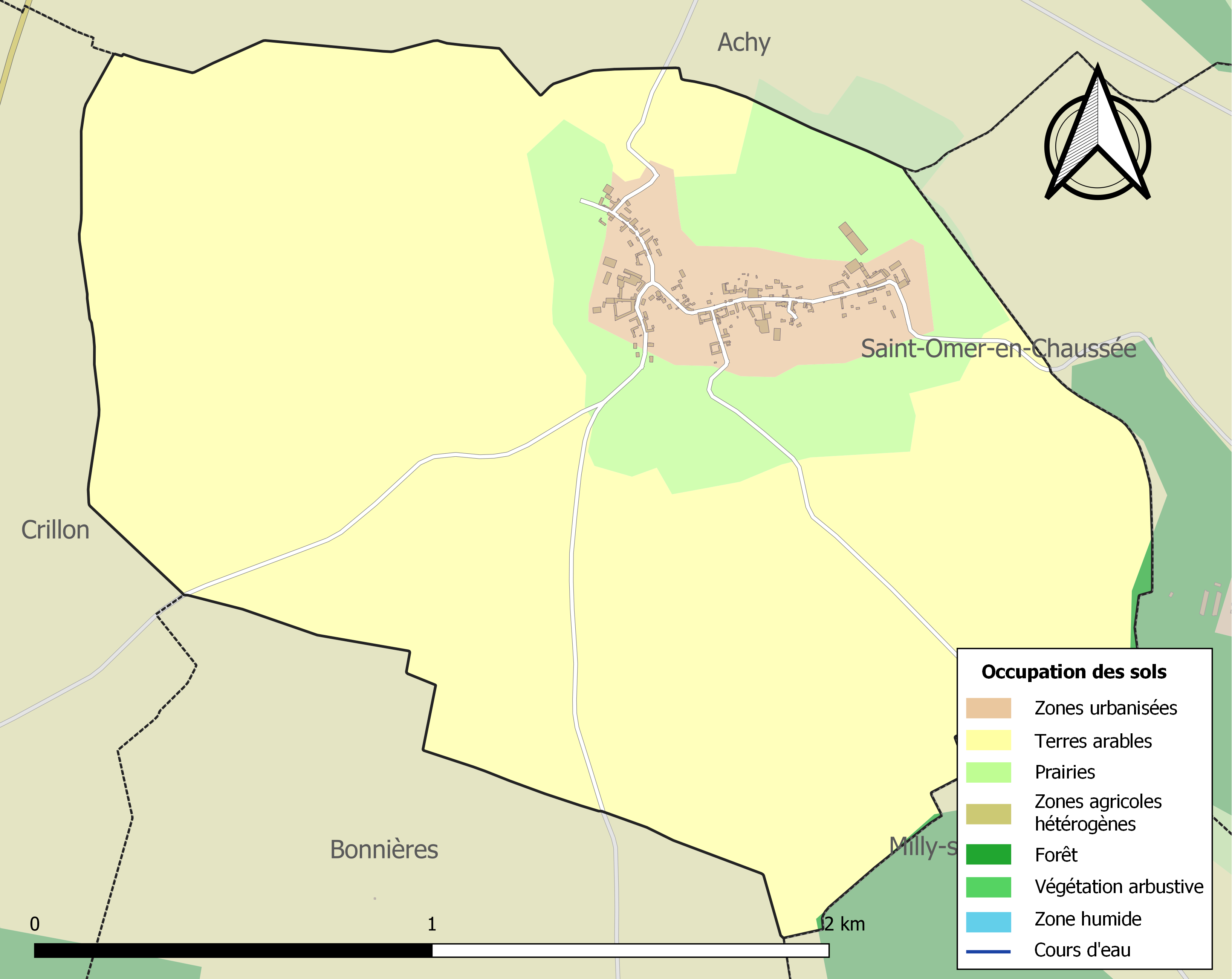
Carte des infrastructures et de l'occupation des sols de la commune en 2018 (CLC).

### Voies de communication et transports
La commune est desservie, en 2023, par les lignes 6103, 6104, 6150 et 6152 du réseau interurbain de l'Oise.

## Toponymie
Le nom de la localité est attesté sous les formes Villare (1250) ; Viliers (XVe) ; Villiers soubz bonnyeres (1607) ; Villers s. Bonnieres (1667) ; Villers sous Bonnières (1789) ; Villers-sur-Bonnières (1833).

Villers est un appellatif toponymique français qui procède généralement du gallo-roman villare, dérivé lui-même du gallo-roman villa « grand domaine rural », issu du latin villa rustica.
Villers est au nord de Bonnières.

## Histoire
Sous l'Ancien Régime, Villers-sur-Bonnières était un vicariat de la paroisse de Bonnières. Le village est érigé en paroisse en 1668 à cause de l'éloignement de Bonnières.
Au début du XIXe siècle, une grande partie de la population vivait de la fabrication de chaines de laine et des articles de bonneterie.

## Politique et administration

### Rattachements administratifs et électoraux
La commune se trouve  dans l'arrondissement de Beauvais du département de l'Oise. Pour l'élection des députés, elle fait partie depuis 2012 de la première circonscription de l'Oise.
Elle faisait partie depuis 1801 du canton de Marseille-en-Beauvaisis. Dans le cadre du redécoupage cantonal de 2014 en France, la commune est désormais intégrée au canton de Grandvilliers.

### Intercommunalité
La commune est membre de la communauté de communes de la Picardie verte, créée fin 1996 et qui succède notamment au SIVOM de Marseille-en-Beauvaisis, créé en 1965.

### Liste des maires
| Période                                  | Période                        | Identité          | Étiquette | Qualité               |
| ---------------------------------------- | ------------------------------ | ----------------- | --------- | --------------------- |
| Les données manquantes sont à compléter. |                                |                   |           |                       |
| avant 1981                               | 1983                           | Victor Schweitzer |           |                       |
| 1983                                     | 2002                           | Gilbert Vereecke  | DVD       | Agriculteur           |
| 2002                                     | juillet 2020                   | Denis Derycke     |           | Agriculteur           |
| juillet 2020                             | En cours (au 16 décembre 2022) | Vincent Ferry     |           | Directeur de création |

## Population et société

### Démographie

#### Évolution démographique
L'évolution du nombre d'habitants est connue à travers les recensements de la population effectués dans la commune depuis 1793. Pour les communes de moins de 10 000 habitants, une enquête de recensement portant sur toute la population est réalisée tous les cinq ans, les populations de référence des années intermédiaires étant quant à elles estimées par interpolation ou extrapolation. Pour la commune, le premier recensement exhaustif entrant dans le cadre du nouveau dispositif a été réalisé en 2007.

En 2022, la commune comptait 140 habitants, en évolution de −13,58 % par rapport à 2016 (Oise : +0,87 %, France hors Mayotte : +2,11 %).
| 1793 | 1800 | 1806 | 1821 | 1831 | 1836 | 1841 | 1846 | 1851 |
| ---- | ---- | ---- | ---- | ---- | ---- | ---- | ---- | ---- |
| 300  | 268  | 303  | 290  | 296  | 305  | 292  | 271  | 245  |

| 1856 | 1861 | 1866 | 1872 | 1876 | 1881 | 1886 | 1891 | 1896 |
| ---- | ---- | ---- | ---- | ---- | ---- | ---- | ---- | ---- |
| 224  | 214  | 199  | 201  | 179  | 165  | 177  | 161  | 159  |

| 1901 | 1906 | 1911 | 1921 | 1926 | 1931 | 1936 | 1946 | 1954 |
| ---- | ---- | ---- | ---- | ---- | ---- | ---- | ---- | ---- |
| 138  | 137  | 142  | 130  | 124  | 121  | 109  | 145  | 134  |

| 1962 | 1968 | 1975 | 1982 | 1990 | 1999 | 2006 | 2007 | 2012 |
| ---- | ---- | ---- | ---- | ---- | ---- | ---- | ---- | ---- |
| 107  | 91   | 89   | 94   | 113  | 144  | 162  | 164  | 160  |

| 2017 | 2022 | - | - | - | - | - | - | - |
| ---- | ---- | - | - | - | - | - | - | - |
| 164  | 140  | - | - | - | - | - | - | - |

#### Pyramide des âges
La population de la commune est relativement jeune.
En 2018, le taux de personnes d'un âge inférieur à 30 ans s'élève à 37,8 %, soit au-dessus de la moyenne départementale (37,3 %). À l'inverse, le taux de personnes d'âge supérieur à 60 ans est de 12,8 % la même année, alors qu'il est de 22,8 % au niveau départemental.
En 2018, la commune comptait 78 hommes pour 84 femmes, soit un taux de 51,85 % de femmes, légèrement supérieur au taux départemental (51,11 %).
Les pyramides des âges de la commune et du département s'établissent comme suit.
| Hommes | Classe d’âge | Femmes |
| ------ | ------------ | ------ |
| 0,0    | 90 ou +      | 0,0    |
| 2,5    | 75-89 ans    | 2,4    |
| 11,4   | 60-74 ans    | 9,4    |
| 27,8   | 45-59 ans    | 25,9   |
| 22,8   | 30-44 ans    | 22,4   |
| 16,5   | 15-29 ans    | 16,5   |
| 19,0   | 0-14 ans     | 23,5   |

| Hommes | Classe d’âge | Femmes |
| ------ | ------------ | ------ |
| 0,5    | 90 ou +      | 1,4    |
| 5,5    | 75-89 ans    | 7,6    |
| 15,6   | 60-74 ans    | 16,3   |
| 20,8   | 45-59 ans    | 20     |
| 19,4   | 30-44 ans    | 19,4   |
| 17,6   | 15-29 ans    | 16,2   |
| 20,6   | 0-14 ans     | 19,1   |

## Culture locale et patrimoine

### Lieux et monuments
- Église Sainte-Barbe, avec un chœur du XVIe siècle et une nef du XIXe siècle[25]. Elle a été construite par l'abbaye Saint-Lucien de Beauvais, qui nommait le curé[1].

### Personnalités liées à la commune
- Louis-François Méret, habitant du village, s'est engagé en 1792 pour défendre la Patrie en danger, lors de la Révolution française[26]